# Рачище
42°58′ пн. ш. 17°01′ сх. д. / 42.97° пн. ш. 17.01° сх. д.
Рачище (хорв. Račišće) — населений пункт у Хорватії, в Дубровницько-Неретванській жупанії у складі міста Корчула.

## Населення
Населення за даними перепису 2011 року становило 432 осіб.
Динаміка чисельності населення поселення: